# Botanická zahrada Univerzity Karlovy

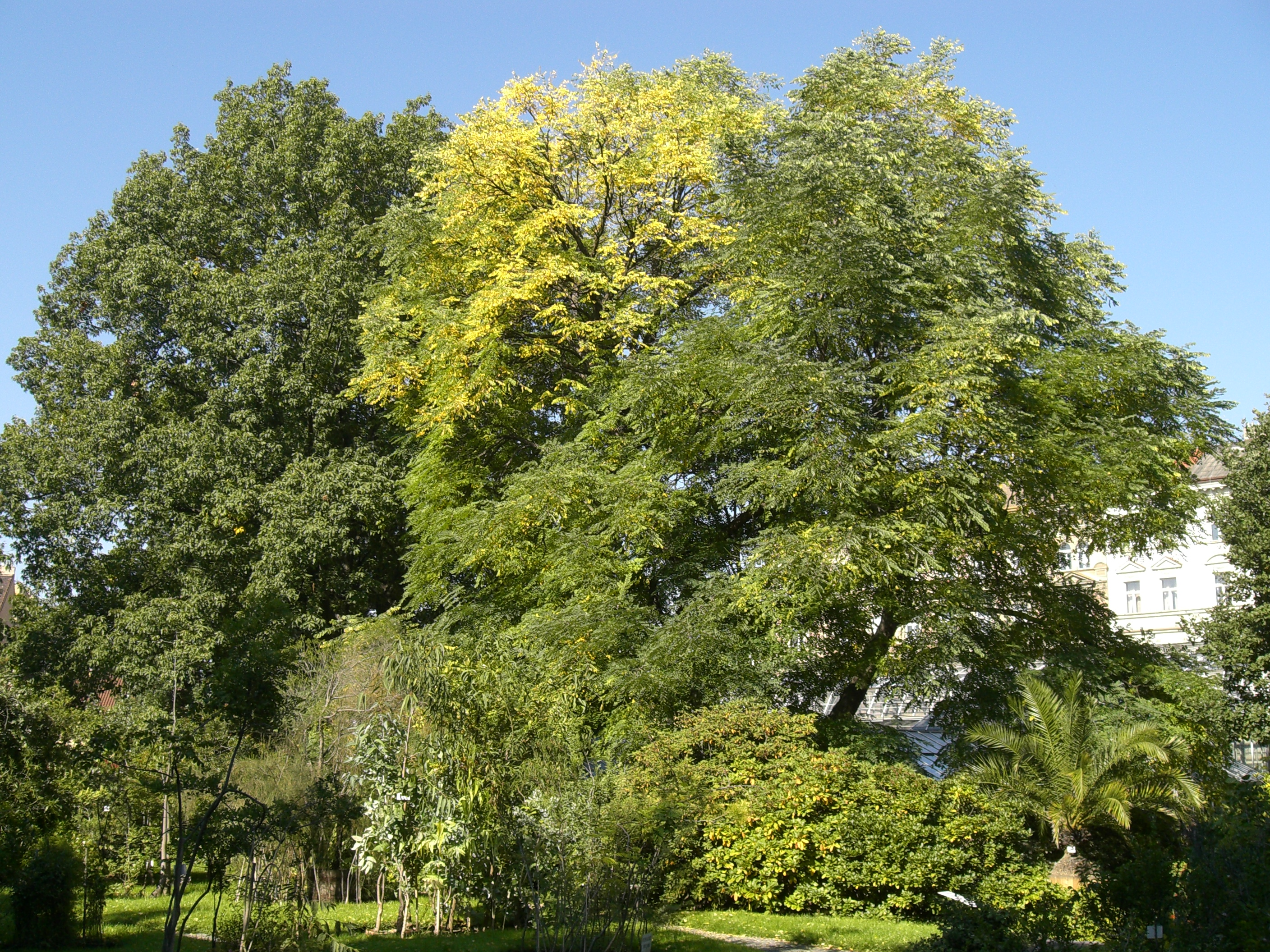
Vzrostlé stromy ve spodní části zahrady

Botanická zahrada Přírodovědecké fakulty Univerzity Karlovy je nejstarší kontinuálně fungující zahrada v ČR a jedna ze tří významných botanických zahrad v Praze. Byla založena Josefem Bohumírem Mikanem roku 1775 na Smíchově. Po povodni roku 1890 byla univerzitní botanická zahrada přemístěna na Nové Město, kde pražské univerzity odkoupily od České společností pro zvelebování zahradnictví v Praze zahradu budovanou od roku 1845. Dnešním vlastníkem je Přírodovědecká fakulta Univerzity Karlovy.
Zahrada má rozlohu 3,5 ha. Ročně ji navštíví asi 100 000 návštěvníků. O zahradu pečuje přibližně 20 zahradníků a kurátorů. Roční náklady na provoz, hrazené Přírodovědeckou fakultou UK, se pohybují kolem 6 milionů Kč. Na provoz a údržbu přispívá i hlavní město Praha. Podle zahrady se jmenuje blízká tramvajová zastávka Botanická zahrada na trati směřující do Nuselského údolí.
V areálu zahrady je budova katedry botaniky Přírodovědecké fakulty UK a sídlí zde Ústav pro životní prostředí a studijní oddělení Přírodovědecké fakulty UK.
V zahradě se pravidelně konají výstavy kaktusů, masožravých rostlin, orchidejí, exotického ptactva, akvarijních ryb a pod. Ve skleníku probíhají komentované prohlídky a každé úterý je v dopoledních hodinách otevřená poradna pro veřejnost.
Dlouholetým ředitelem zahrady byl RNDr. Václav Větvička, od roku 2007 je ředitelem zahrady Ing. Ladislav Pavlata.

## Historie

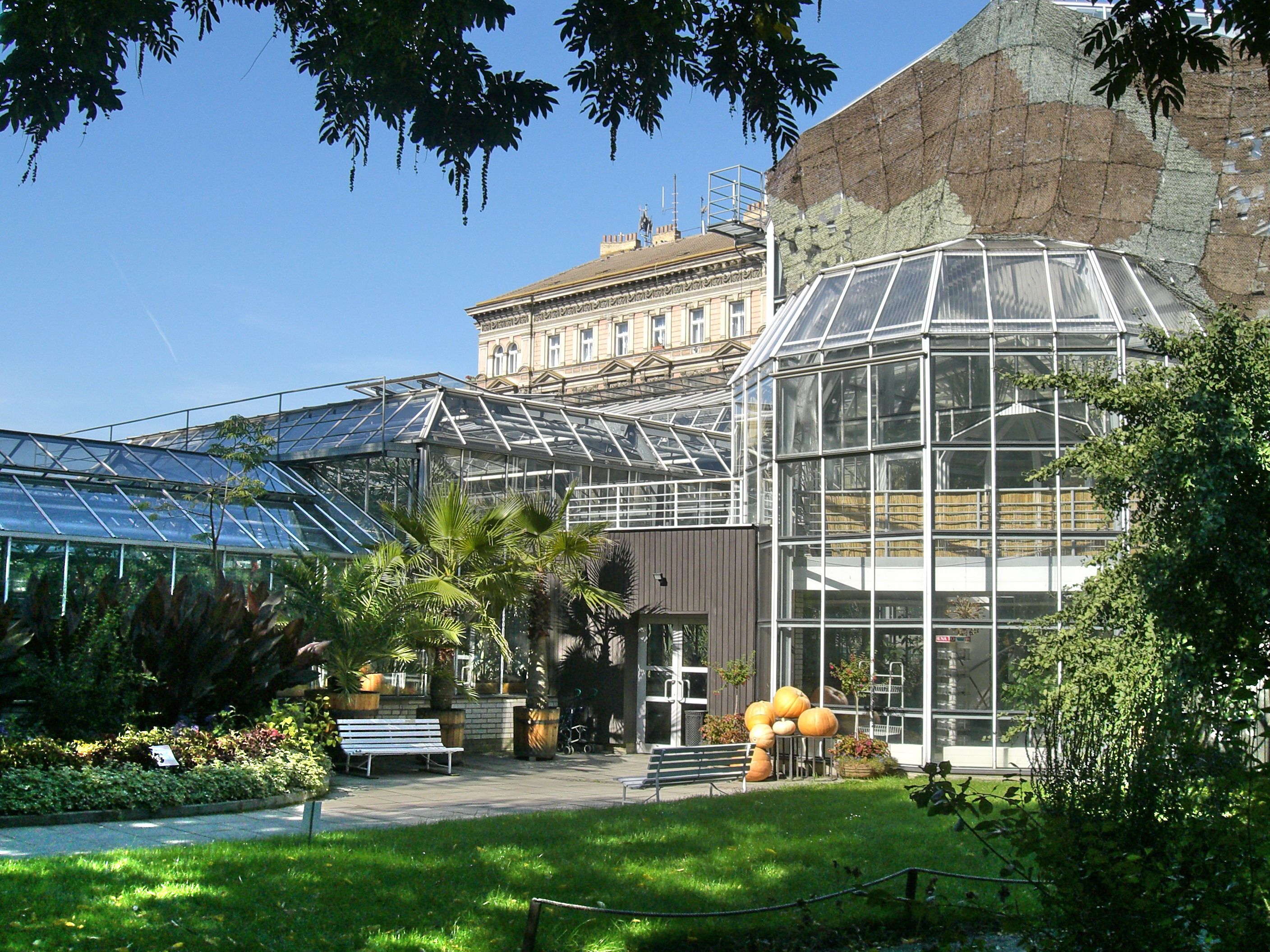
Komplex skleníků

O zřízení botanické zahrady usiloval kolem roku 1752 první profesor lékařství a botaniky na Univerzitě Karlově Scotti de Compostella. Botanická zahrada na Smíchově byla zřízena roku 1775 na Smíchově v místě zahrad, které původně vlastnili Michnové z Vacínova a Kounicové (rozšířena na jih roku 1835), jižně od jezuitské Slavatovské zahrady, v okolí dnešního smíchovského předmostí Jiráskova mostu. Dnešní Dienzenhoferovy sady jsou zbytkem původní botanické zahrady. V polovině 19. století zahradu vedl prof. Vincenc František Kosteletzký a byla údajně považována za nejlepší botanickou zahradu severně od Alp. Měla exteriéry, 9 skleníků a obsahovala asi 13 tisíc druhů a odrůd rostlin. Po vážném poškození povodní 2. a 3. září 1890 a také v souvislosti s rozvojem a industrializací Smíchova univerzita přemístila zahradu pod Slupskou stráň na Nové Město.
Slupská zahrada byla původně pustá stráň, od roku 1845 zahradu budovala Česká společnost pro zvelebování zahradnictví, roku 1882 zde vystavěla nové skleníky. Po roce 1890 pozemek odkoupily pražské univerzity, česká i německá. V letech 1892 až 1892 zde působil Richard Wettstein. Od Společnost pro zvelebení zahradnictví roku 1895 budovanou zahradu koupil rakousko-uherský stát, aby z ní udělal univerzitní botanickou zahradu.
Česká univerzita získala pozemek v dolní části zahrady a převzala původní skleníky. V roce 1898 byl v české části postaven dlouhý orchidejový skleník. V ulici Benátské č. o. 2 byl vystavěn český botanický ústav.
Německá univerzita získala pozemky v horní části na stráních a kolem roku 1900 vybudovala nové, technické skleníky. V ulici Viničné č. o. 5 byl vystavěn německý botanický ústav. Obě zahrady dostaly i budovy pro ubytování zahradníků.
Po uzavření českých vysokých škol za druhé světové války byla česká zahrada jako tzv. české oddělení připojena k německé.
Spojenecký nálet na Prahu 14. února 1945 zcela zničil německé skleníky a poškodil české. Zahrada dále působila s dnešním názvem Botanická zahrada Univerzity Karlovy. Německé skleníky již nebyly obnoveny, české byly v letech 1946–1949 zcela přestavěny.
V roce 1977 byly části botanické zahrady rozděleny oddělení na hajní květena, teplobytná květena ČSSR, subtropické skleníky, vodní a bažinné rostliny, jehličnany, rozárium, středomořská květena, biologické oddělení, pěstitelské oddělení, okrasné trvalky, užitkové rostliny, skalka, léčivé a jedovaté rostliny, letničky, pokusné plochy.
V roce 1995 byl na skleníky ze čtyřicátých let vydán havarijní výměr. V letech 1996–1999 byly skleníky rekonstruovány, a to v souladu s vůlí památkářů do podoby, jakou měly skleníky ze čtyřicátých let. Projektantem rekonstrukce byl arch. Dvořák a generálním dodavatelem firma Konsit a. s. Praha.

## Expozice

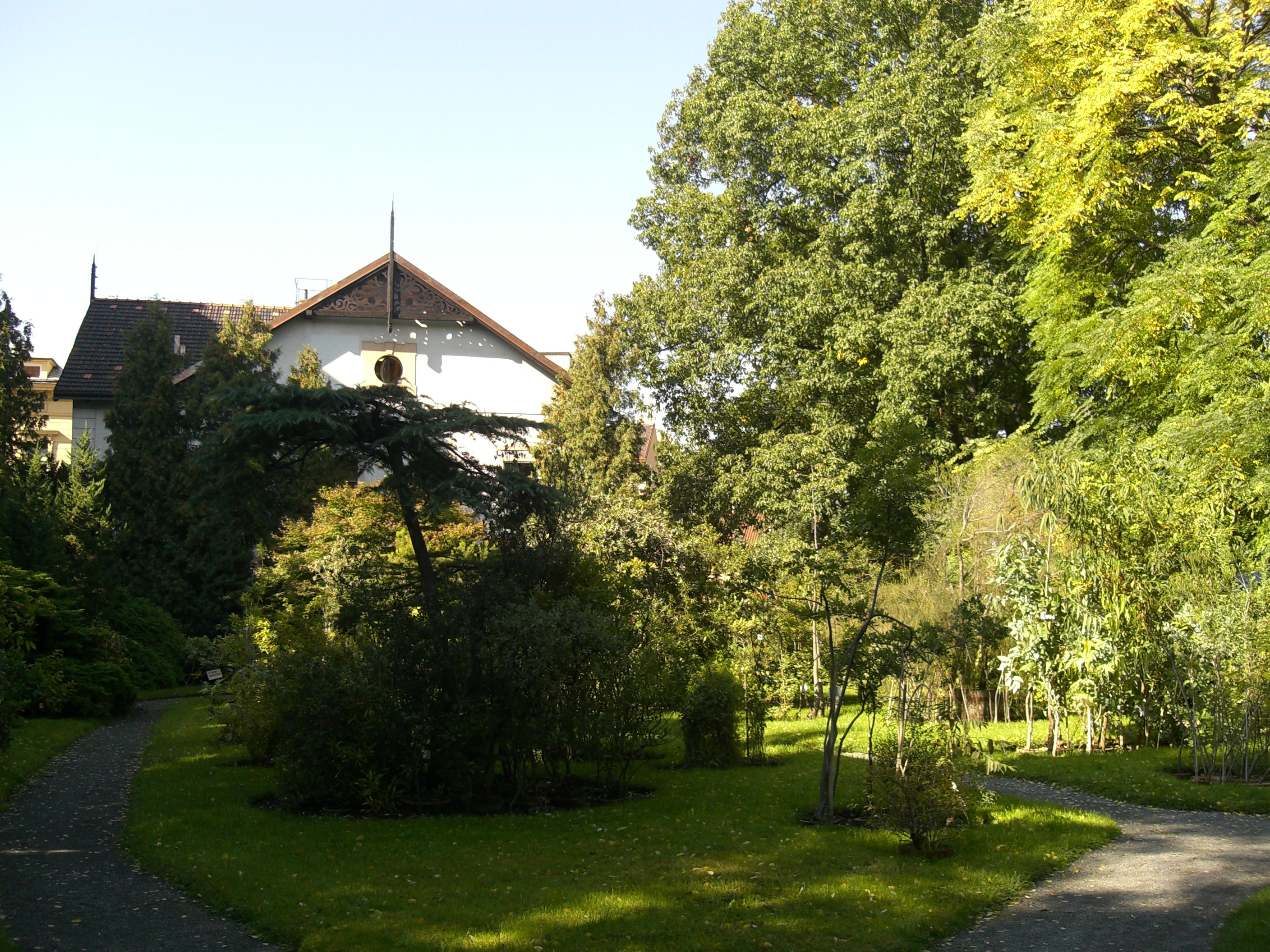
Letní stanoviště subtropických rostlin, tzv. ranžírunk, a budova studijního oddělení PřF UK

Zahrada zahrnuje venkovní a skleníkové expozice. Ve venkovní expozici je na počátku 21. století možno zhlédnout asi 3 000 druhů rostlin, jež představují i ojedinělou genofondovou sbírku.
V létě je pod širým nebem vystavována sbírka rostlin z vlhkých subtropů podle světadílů původu rostlin, v zimě jsou tyto exponáty uskladněny ve velkém studeném skleníku.
Součástí venkovních expozic je významný unikátní exemplář jinanu dvoulaločného, Ginkgo biloba cv. Praga, který je obří bonsají stáří kolem 130 let. V zahradě je i jedna z prvních metasekvojí dovezených do Evropy a další dřeviny.
V roce 1904 byla založená kolekce středoevropské květeny, která je považována za nejcennější část zahrady.

### Venkovní expozice[6]

#### Květena střední Evropy
- Hájová květena: Dominantním stromem expozice je lapina jasanolistá (Pterocarya fraxinifolia), která náleží k nejstarším stromům v zahradě.[6]

- Vápnomilná vegetace: Skalková část byla zhotovena z vápence a její součástí je i romantizující jeskyně. Protéká tudy potok zakončený jezírkem.
- Písčina
- Rašeliniště a slatiniště: expozice byla v roce 2020 přesunuta a rozšířena.
- Hadcová skalka: Je místem kde probíhá záchranný program pro vzácnou kuřičku hadcovou (Minuartia smejkalii).
- Expozice polních plevelů: Nyní je expozice před rekonstrukcí.
- Vodní rostliny: Expozice se nachází na horní terase zahrady.

#### Karpatská skalka
Nově založená expozice představuje rozmanitou karpatskou květenu.

#### Užitkové rostliny
Expozice zahrnuje asi 270 módních i tradičních užitkových rostlin. Využití vystavovaných rostlin je rozmanité a je komentováno na naučných tabulkách u každé rostliny. Najdeme zde rosltiny léčivé, jedlé, textilní, barvířské a další.

#### Systém krytosemenných rostlin
Tato expozice má sloužit zejména jako výukový materiál pro studenty Katedry botaniky PřF UK. Představuje zástupce většiny bylinných čeledí rostlin, které se vyskytují na území ČR.

#### Ranžírunk (letní stanoviště subtropických rostlin)
Kromě přenosných rostlin, které jsou zde vystaveny v období od května do října, byla v této části zahrady postavena řada skalek pro subtropické rostliny tolerující mráz, které jsou zde vystaveny celoročně.

#### Sbírka dřevin
Ve všech částech zahrady, zejména ale na zadních terasách, se nachází bohatá kolekce dřevin. Samostatnou zmínku si zaslouží sbírka konifer a sbírka vilínovitých dřevin.

#### Refugium (odpočinkový prostor)
Refugium je romantická část zahrady oddělená od zbytku zdí. Je to klidový prostor se čtecím koutkem a knihovničkou. Příležitostně se v něm konají výstavy a svatby.

### Skleníkové expozice[7]

#### Evolučně významné skupiny rostlin
Expozice se nachází ve vysoké vstupní části skleníku hned za pokladnou. Nejvýznamnějšími rostlinami jsou zde vzrostlé exempláře cykasu indického (Cycas circinalis), které byly součástí zahrady již před jejím přestěhováním ze Smíchova a jsou tedy staré více než 130 let.

#### Tropy
Stálá expozice tropů je historicky zaměřená převážně na užitkové rostliny. Rostliny jsou v ní členěné geograficky podle světadílů. K vidění je významná sbírka zázvorníkovitých rostlin k terou zahrada získala v souvislosti s výzkumem těchto rostlin na Katedře botaniky PřF UK. V tropickém jezírku je každoročně vysazován jeden z největších leknínů světa viktorie Cruzova (Victoria cruziana). Najdeme zde také rostliny mangrovových porostů, jakými jsou kolenovník (Bruguiera gymnorhiza) a palma nypa cukrodárná (Nypa fruticans).

#### Subtropy
Expozice představuje sbírku subtropických rostlin z mediteránních podmínek, tedy z těch míst v rámci subtropů, kde je o něco více srážek. Rostliny jsou přenosné, pěstované v nádobách. Ve skleníku bývají vystavené přibližně od poloviny října do začátku května, poté se stěhují na venkovní letní stanoviště, takzvaný ranžírunk. Součástí sbírky je unikátní kolekce rostlin rodu šťavel (Oxalis) a dalších geofytů zejména z Jihoafrické republiky, která bývá v době vegetace vystavována ve vitríně. Najdeme zde také velké a staré exempláře kamélie (Camellia) a myrty obecné (Myrtus communis).

#### Sukulenty
V sukulentní části skleníku se nachází bohatá sbírka sukulentů Jižní i Severní Ameriky (významná je sbírka kaktusů), a dále kolekce sukulentů jižní Afriky a Madagaskaru. Vitríny jihoafrické expozice se věnují Namibii a Namaqualandu, Malému Karoo a východu JAR. U vstupu do expozice byly založeny dvě skalky: jedna pro sukulentní rostliny severní a východní Afriky a druhá pro ostrovní sukulenty z Kuby a Galapág.

## Přehled pěstovaných rostlin
Přehled pěstovaných rostlin je zveřejněn na webových stránkách zahrady bz-uk.cz.